# Томаш Голлоб
Томаш Роберт Голлоб (нар. 11 квітня 1971, м. Бидгощ) — польський спідвейний гонщик, у 1995—2013 роках — учасник серії Speedway Grand Prix. Один з найтитулованіших гонщиків швидкісних трас в історії як на національній арені, так і на міжнародній. 7-разовий чемпіон світу зі спідвею (1 раз індивідуально в сезоні 2010 року та 6 разів з командою у сезонах 1996, 2005, 2007 та 2009—2011 років). Особистість 2010 року FIM. 30-разовий чемпіон Польщі в різних змаганнях (7-кратний командно, 8-кратний індивідуально, 11-кратний в парі, 3-кратний юніорський індивідуально та 1-кратний молодіжна пара). Здобув також перемогу на командному чемпіонаті Великої Британії «Ipswich Witches» у 1998 році та командний чемпіонат Швеції з командою «Västervik Speedway» у 2005 році. З сезону 2013 року стартував в індивідуальному чемпіонаті Європи зі спідвею.

## Життєпис
Кар'єру у спідвейному спорті (раніше стартував у гонках з мотокросу та перегонах на мотоциклах) розпочав у 1988 році в команді «Полонія Бидгош», з якою, крім однорічного епізоду з командою «Узбережжя Гданська» (сезон 1989 — під час військової служби), був пов’язаний до 2003 року. В сезони 2004–2007 років змагався в «Унії Тарнів». У 2008–2012 роках у «Сталі Гошув», потім 2013–2014 в «Юнібакс Торунь», з сезону 2015 у ГКМ Грундзьонз.
У фіналі індивідуальних чемпіонатів світу з спідвею вперше виступав у 1993 році. Після зміни системи розіграшу чемпіонатів, виграв перший в історії турнір Гран-Прі, який відбувся у Вроцлаві 20 травня 1995 року. З тих пір безперервно був учасником у цій серії, за винятком сезону 1996 року, коли змагався з вайлд-кард у 3-ох турнірах. У сезоні 2010 року завоював золото, у сезонах 1999 та 2009 срібло, а в сезонах 1997, 1998, 2001 та 2008 років бронзову медаль на індивідуальних чемпіонатах світу. У своєму доробку має також шість золотих медалей (сезони 1996, 2005, 2007, 2009–2011 років) і чотири срібних (сезонів 1994, 1997, 2001, 2008) з командних чемпіонатів світу (разом з DPŚ). 7 грудня 2013 року оголосив, що виходить з циклу Гран-прі IMŚ після 18 років стартів.
У 1992–1995 та 2001–2002, 2006 та 2009 роках виграв золоті медалі індивідуальних чемпіонатів Польщі, у своїй кар’єрі також завоював п'ять срібних (сезони 1998, 1999, 2003, 2005, 2007) та три бронзові медалі (сезони 1989, 1990, 1997) цих ігор. Як юніор тричі поспіль (у 1990–1992 рр.) завойовував титул чемпіона Польщі серед молоді. У 1999 році переміг у плебісциті «Спортивний огляд» (пол. "Przegląd Sportowy") як найкращий спортсмен Польщі. Незважаючи на зміну клубних кольорів, все ще живе зі своєю родиною у місті Бидгощ, що в районі Медзиня.
У 16-му сезоні Гран-прі ІМŚ, в 2010 році, Томаш Голлоб як другий поляк в історії став індивідуальним чемпіоном світу. Титул завоював на передостанньому турнірі в італійському Теренцано. Здобув там 22 очки, вигравши шість із семи гонок (був третім у своїй першій гонці). У фіналі переміг британця Кріса Харріса, американця Грега Хенкока та данця Нікі Педерсена. Раніше поляк виграв три тури (Чеський ГП, Польський ГП та Північний ГП у Данії), двічі посів друге місце (ГП Швеції та ГП Данії) та один раз був третім (Скандинавський ГП у Швеції). Лише на першому турнірі на європейському ГП у Лешно поляк не потрапив до першої вісімки найкращих турнірів.
У 2013 році став рекордсменом за кількістю очок, набраних у змаганнях ліги.
10 червня 2007 року пережив авіаційну катастрофу. Авіетка, якою подорожував на матч, розбилася після невдалої спроби приземлення в спортивному аеропорту в Тарнові, біля підніжжя гори св. Мартін. На борту були також Рун Хольта і Войцех Малак — механік. Владислав Голлоб — батько Томаша, який пілотував вищезгаданий літак, зазнав найсерйозніших травм — перелом ключиці та кісток гомілки. Причиною аварії, ймовірно, була спроба приземлити легкий літак на занадто малому аеропорту, непридатному для машин такої ваги. Прокуратура визначила, що посадковий майданчик був закритий у неділю і що ніхто з персоналу не був готовий до посадки будь-якого літального апарата. Управління цивільної авіації також підтвердило, що злітно-посадкова смуга для посадки в Тарнові взагалі не внесена до реєстру аеропортів.
21 вересня 2013 року під час змагань Гран-прі Швеції в Стокгольмі Томаш Голлоб зазнав серйозної аварії. Під час проходу другої кривої першого кола колії на заднє колесо мотоцикла польського спортсмена наїхав британський спортсмен Тай Воффінден. Поляк був важко поранений і втратив свідомість. Його доставили швидкою допомогою до найближчої лікарні. Медичний діагноз показав струс і зміщення сьомого хребця в хребті. Травма Томаша Голлоба стала основною причиною для проведення фінального матчу Екстраліги Спідвею в сезоні 2013 року проти Фалубази Зелена Гура на їхньому стадіоні у наступний день технічною поразкою 0:40, що зробило команду із Зеленої Гури чемпіонкою Польщі.
Наприкінці сезону 2013 року він оголосив про закінчення стартів у серії Гран-прі IMŚ, в якій брав участь з моменту створення в 1995 році. Протягом 19 сезонів брав участь у 162 турнірах (не беручи участі в цей час лише у шести турнірах). Всього стояв на подіумі 53 рази, а вигравав у 22 турнірах (включаючи перший історичний турнір у Вроцлаві в 1995 році), набравши в цілому 1977 балів.
23 квітня 2017 року під час тренувань з мотокросу в Хелмно, Голлоб потрапив у ДТП. Внаслідок падіння отримав серйозні травми хребта, зазнав контузії грудної клітки та легенів. Переніс багатогодинну операцію і його утримували у фармакологічній комі.

### Приватне життя
Томаш Голлоб із колишньою дружиною Бригідою має одну дочку — Вікторію. Відомим колишнім спідвеїстом є також його старший брат — Яцек Голлоб (1969 року народження).
Він став членом комітету з підтримки Броніслава Коморовського перед достроковими президентськими виборами 2010 року.

## Цікавинки
У юності займався футболом — був гравцем юніорів Полонії Бидгощ та Завіші Бидгощ.

## Старт в Гран-Прі (індивідуальний чемпіонат світу з спідвею)

### Перемоги в індивідуальних змаганняхГран-Прі
| Nr  | День       | Рік  | Назва                  | Місцевість           | Протяжність шляху                             | Długość toru |
| --- | ---------- | ---- | ---------------------- | -------------------- | --------------------------------------------- | ------------ |
| 1.  | 20 травня  | 1995 | Гран-Прі Польщі        | Вроцлав              | Олімпійський стадіон                          | 387m         |
| 2.  | 14 червня  | 1997 | Гран-Прі Швеції        | Лінчепінг            | Моторстадіум                                  | 330m         |
| 3.  | 18 вересня | 1998 | Гран-Прі Польщі        | Бидгощ               | Стадіон Полонії                               | 348m         |
| 4.  | 8 травня   | 1999 | Гран-Прі Чехії         | Прага                | Стадіон Маркета                               | 353m         |
| 5.  | 3 липня    | 1999 | Гран-Прі Польщі        | Вроцлав              | Олімпійський стадіон                          | 387m         |
| 6.  | 5 травня   | 2001 | Гран-Прі Німеччини     | Берлін               | Фрідріх-Людвіг-Ян-Шпортпарк (штучне покриття) | [ 15 ]       |
| 7.  | 25 травня  | 2002 | Гран-Прі Польщі        | Бидгощ               | Стадіон Полонії                               | 348m         |
| 8.  | 20 вересня | 2003 | Гран-Прі Польщі        | Бидгощ               | Стадіон Полонії                               | 348m         |
| 9.  | 18 вересня | 2004 | Гран-Прі Польщі        | Бидгощ               | Стадіон Полонії                               | 348m         |
| 10. | 27 серпня  | 2005 | Гран-Прі Польщі        | Бидгощ               | Стадіон Полонії                               | 348m         |
| 11. | 8 вересня  | 2007 | Гран-Прі Польщі        | Бидгощ               | Стадіон Полонії                               | 348m         |
| 12. | 26 квітня  | 2008 | Гран-Прі Словенії      | Кршко                | Стадіон Матіє Губца                           | 388m         |
| 13. | 14 червня  | 2008 | Гран-Прі Данії         | Копенгаген           | Паркен (штучне покриття)                      | 275m         |
| 14. | 18 жовтня  | 2008 | Фінал Гран-Прі 2008    | Бидгощ               | Стадіон Полонії                               | 348m         |
| 15. | 15 серпня  | 2009 | Grand Prix Skandynawii | Молілла              | G&B Stadium                                   | 310m         |
| 16. | 26 вересня | 2009 | Grand Prix Włoch       | Поццуоло-дель-Фріулі | Олімпія Стадіум                               | 400m         |
| 17. | 22 травня  | 2010 | Grand Prix Czech       | Прага                | Стадіон Маркета                               | 353m         |
| 18. | 19 червня  | 2010 | Гран-Прі Польщі        | Торунь               | Мотоарена                                     | 325m         |
| 19. | 11 вересня | 2010 | Grand Prix Nordyckie   | Воєнс                | Спідвей Центр                                 | 300m         |
| 20. | 25 вересня | 2010 | Гран-Прі Італії        | Поццуоло-дель-Фріулі | Олімпія Стадіум                               | 400m         |
| 21. | 11 червня  | 2011 | Гран-Прі Данії         | Копенгаген           | Паркен (штучне покриття)                      | 275m         |
| 22. | 8 вересня  | 2012 | Grand Prix Skandynawii | Молілла              | G&B Stadium                                   | 310m         |

### Місце на п'єдесталах в індивідуальних змаганняхГран-Прі
| №   | День       | Рік  | Назва                     | Місцевість             | Шлях                                          | Miejsce | Punkty | Biegi           | Zwycięzca         |
| --- | ---------- | ---- | ------------------------- | ---------------------- | --------------------------------------------- | ------- | ------ | --------------- | ----------------- |
| 1.  | 20 травня  | 1995 | Гран-Прі Польщі           | Вроцлав                | Олімпійський стадіон                          | 1.      | 20     | (2,2,2,2,3,3)   | –                 |
| 2.  | 10 серпня  | 1996 | Гран-Прі Швеції           | Лінчепінг              | Моторстадіум                                  | 3.      | 18     | (3,3,1,1,3,1)   | Біллі Хеміл       |
| 3.  | 17 травня  | 1997 | Гран-Прі Чехії            | Прага                  | Стадіон Маркета                               | 3.      | 18     | (2,3,2,3,1,1)   | Грег Генкок       |
| 4.  | 14 червня  | 1997 | Гран-Прі Швеції           | Лінчепінг              | Моторстадіум                                  | 1.      | 25     | (3,3,3,3,1,3)   | –                 |
| 5.  | 30 серпня  | 1997 | Гран-Прі Польщі           | Вроцлав                | Олімпійський стадіон                          | 3.      | 18     | (3,3,3,3,2,1)   | Грег Генкок       |
| 6.  | 7 серпня   | 1998 | Гран-Прі Великої Британії | Ковентрі               | Брендон Стадіон                               | 3.      | 18     | (2,3,2,1)       | Джейсон Крамп     |
| 7.  | 18 вересня | 1998 | Гран-Прі Польщі           | Бидгощ                 | Стадіон Полонії                               | 1.      | 25     | (2,3,3,3)       | –                 |
| 8.  | 8 травня   | 1999 | Гран-Прі Чехії            | Прага                  | Стадіон Маркета                               | 1.      | 25     | (2,0,3,3,3)     | –                 |
| 9.  | 3 липня    | 1999 | Гран-Прі Польщі           | Вроцлав                | Олімпійський стадіон                          | 1.      | 25     | (3,2,3,3)       | –                 |
| 10. | 5 травня   | 2001 | Гран-Прі Німеччини        | Берлін                 | Фрідріх-Людвіг-Ян-Шпортпарк (штучне покриття) | 1.      | 25     | (d,3,3,2,3)     | –                 |
| 11. | 9 червня   | 2001 | Гран-Прі Великої Британії | Кардіфф                | Мілленіум (штучне покриття)                   | 3.      | 18     | (3,3,3,1)       | Тоні Річардсон    |
| 12. | 25 травня  | 2002 | Гран-Прі Польщі           | Бидгощ                 | Стадіон Полонії                               | 1.      | 25     | (3,3,0,3,2,3,3) | –                 |
| 13. | 22 червня  | 2002 | Гран-Прі Словенії         | Кршко                  | Стадіон Матіє Губца                           | 2.      | 20     | (1,3,2,2,2)     | Раян Саліван      |
| 14. | 28 вересня | 2002 | Гран-Прі Данії            | Воєнс                  | Спідвей Центер                                | 2.      | 20     | (2,3,2,2,2)     | Тоні Річардсон    |
| 15. | 20 вересня | 2003 | Гран-Прі Польщі           | Бидгощ                 | Стадіон Полонії                               | 1.      | 25     | (3,3,3,3,3)     | –                 |
| 16. | 18 вересня | 2004 | Гран-Прі Польщі           | Бидгощ                 | Стадіон Полонії                               | 1.      | 25     | (3,3,2,1,3,3,3) | –                 |
| 17. | 2 жовтня   | 2004 | Гран-Прі Норвегії         | Гамар                  | Вікінгскіпет (штучне покриття)                | 3.      | 18     | (1,3,2,2,1)     | Тоні Річардсон    |
| 18. | 27 серпня  | 2005 | Гран-Прі Польщі           | Бидгощ                 | Стадіон Полонії                               | 1.      | 25     | (3,3,2,3,2,3,3) | –                 |
| 19. | 22 квітня  | 2006 | Гран-Прі Словенії         | Кршко                  | Стадіон Матіє Губца                           | 3.      | 18     | (1,1,3,3,3,3,1) | Нікі Педерсен     |
| 20. | 20 травня  | 2006 | Гран-Прі Швеції           | Ескільстуна            | Смедстадіум                                   | 3.      | 18     | (2,0,3,3,3,2,1) | Джейсон Крамп     |
| 21. | 23 вересня | 2006 | Гран-Прі Польщі           | Бидгощ                 | Стадіон Полонії                               | 3.      | 18     | (2,2,1,3,3,2,1) | Нікі Педерсен     |
| 22. | 11 серпня  | 2007 | Гран-Прі Скандинавії      | Молілла                | G&B Stadium                                   | 2.      | 19     | (3,3,2,3,2,2,4) | Лей Адамс         |
| 23. | 25 серпня  | 2007 | Гран-Прі Латвії           | Даугавпілс             | Латвіяс спідвея центрс                        | 3.      | 14     | (3,1,3,2,1,2,2) | Лей Адамс         |
| 24. | 8 вересня  | 2007 | Гран-Прі Польщі           | Бидгощ                 | Стадіон Полонії                               | 1.      | 21     | (2,3,2,2,3,3,6) | –                 |
| 25. | 26 квітня  | 2008 | Гран-Прі Словенії         | Кршко                  | Стадіон Матіє Губца                           | 1.      | 19     | (0,2,2,3,3,3,6) | –                 |
| 26. | 14 червня  | 2008 | Гран-Прі Данії            | Копенгаген             | Паркен (штучне покриття)                      | 1.      | 19     | (2,2,3,1,2,3,6) | –                 |
| 27. | 30 серпня  | 2008 | Гран-Прі Латвії           | Даугавпілс             | Латвіяс спідвея центрс                        | 3.      | 16     | (2,2,1,3,3,3,2) | Джейсон Крамп     |
| 28. | 13 вересня | 2008 | Гран-Прі Польщі           | Бидгощ                 | Стадіон Полонії                               | 3.      | 20     | (3,3,3,3,3,3,2) | Грег Хенкок       |
| 29. | 18 жовтня  | 2008 | Фінал Гран-Прі 2008       | Бидгощ                 | Стадіон Полонії                               | 1.      | 21     | (d,3,3,3,3,3,6) | –                 |
| 30. | 9 травня   | 2009 | Гран-Прі Європи           | Лешно                  | Стадіон ім.Альфреда Смочика                   | 2.      | 17     | (3,d,2,3,3,2,4) | Джейсон Крамп     |
| 31. | 13 червня  | 2009 | Гран-Прі Данії            | Копенгаген             | Паркен (штучне покриття)                      | 3.      | 13     | (1,3,1,1,2,3,2) | Джейсон Крамп     |
| 32. | 1 серпня   | 2009 | Гран-Прі Латвії           | Даугавпілс             | Латвіяс спідвея центрс                        | 3.      | 16     | (3,2,1,3,2,3,2) | Грег Генкок       |
| 33. | 15 серпня  | 2009 | Гран-Прі Скандинавії      | Молілла                | G&B Stadium                                   | 1.      | 22     | (3,2,2,3,3,3,6) | –                 |
| 34. | 12 вересня | 2009 | Гран-Прі Словенії         | Кршко                  | Стадіон Матіє Губца                           | 3.      | 12     | (3,2,1,2,0,2,2) | Еміль Сайутдінов  |
| 35. | 26 вересня | 2009 | Гран-Прі Італії           | Поццуоло-дель-Фріулі   | Олімпія Стадіум                               | 1.      | 23     | (3,3,3,3,2,3,6) | –                 |
| 36. | 8 травня   | 2010 | Гран-Прі Швеції           | Гетеборг               | Уллеві (штучне покриття)                      | 2.      | 16     | (1,2,3,1,2,3,4) | Кеннет Бєрре      |
| 37. | 22 травня  | 2010 | Гран-Прі Чехії            | Прага                  | Стадіон Маркета                               | 1.      | 17     | (1,1,3,3,0,3,6) | –                 |
| 38. | 5 червня   | 2010 | Гран-Прі Данії            | Копенгаген             | Паркен (штучне покриття)                      | 2.      | 15     | (3,1,0,2,3,2,4) | Ярослав Хампель   |
| 39. | 19 червня  | 2010 | Гран-Прі Польщі           | Торунь                 | Мотоарена                                     | 1.      | 24     | (3,3,3,3,3,3,6) | –                 |
| 40. | 14 серпня  | 2010 | Гран-Прі Скандинавії      | Молілла                | G&B Stadium                                   | 3.      | 17     | (3,3,3,3,w,3,2) | Rune Holta        |
| 41. | 12 вересня | 2010 | Гран-Прі нордичних країн  | Воєнс                  | Спідвей Центер                                | 1.      | 24     | (3,3,3,3,3,3,6) | –                 |
| 42. | 25 вересня | 2010 | Гран-Прі Італії           | Поццуоло-дель-Фріулі   | Олімпія Стадіум                               | 1.      | 22     | (1,3,3,3,3,3,6) | –                 |
| 43. | 30 квітня  | 2011 | Гран-Прі Європи           | Лешно                  | Стадіон ім.Альфреда Смочика                   | 2.      | 18     | (3,w,3,2,3,3,4) | Nicki Pedersen    |
| 44. | 28 травня  | 2011 | Гран-Прі Чехії            | Прага                  | Стадіон Маркета                               | 2.      | 17     | (3,3,3,2,1,3,2) | Greg Hancock      |
| 45. | 11 червня  | 2011 | Гран-Прі Данії            | Копенгаген             | Паркен (штучне покриття)                      | 1.      | 20     | (2,0,3,3,3,3,6) | –                 |
| 46. | 28 квітня  | 2012 | Гран-Прі Європи           | Лешно                  | Стадіон ім.Альфреда Смочика                   | 2.      | 16     | (1,0,3,3,3,2,4) | Chris Holder      |
| 47. | 12 травня  | 2012 | Гран-Прі Чехії            | Прага                  | Стадіон Маркета                               | 3.      | 12     | (3,2,3,0,0,2,2) | Нікі Педерсен     |
| 48. | 28 липня   | 2012 | Гран-Прі Хорватії         | Горичан                | Стадіон Мілленіум                             | 3.      | 13     | (1,0,1,3,3,3,2) | Нікі Педерсен     |
| 49. | 8 вересня  | 2012 | Гран-Прі Скандинавії      | Malilla                | G&B Stadium                                   | 1.      | 21     | (3,1,3,3,3,2,6) | –                 |
| 50. | 6 жовтня   | 2012 | Гран-Прі Польщі           | Торунь                 | Мотоарена                                     | 2.      | 21     | (3,2,3,3,3,3,4) | Антоніо Ліндбек   |
| 51. | 23 березня | 2013 | Гран-Прі Нової Зеландії   | Окленд (Нова Зеландія) | Вестерн-Спрінгс                               | 2.      | 15     | (3,1,3,0,3,3,2) | Ярослав Гампель   |
| 52. | 20 квітня  | 2013 | Гран-Прі Європи           | Бидгощ                 | Стадіон Полонії                               | 3.      | 16     | (3,0,3,3,3,3,1) | Еміль Сайфутдінов |
| 53. | 7 вересня  | 2013 | Гран-Прі Словенії         | Кршко                  | Стадіон Матіє Губца                           | 3.      | 16     | (3,1,2,3,3,3,1) | Ярослав Гампель   |

## Чемпіонати світу та Європи

### Індивідуальний чемпіонат світу (одноденний фінал)
| Сезон | День      | Місцевість | Місце | Пункти | Коло         | Клуб           | Переможець      |
| ----- | --------- | ---------- | ----- | ------ | ------------ | -------------- | --------------- |
| 1993  | 29 серпня | Поккінг    | 7     | 8      | 1,3,2,2,0    | Полонія Бидгощ | Сам Єрмоленко   |
| 1994  | 20 серпня | Воєнс      | 16    | 0      | 0,0, і, -, - | Полонія Бидгощ | Тоні Рікардссон |

### Індивідуальний чемпіонат Європи
| Сезон 2013 року    |                     |                    |                                   |       |       |       |       |       |       |       |       |       |       |       |       |       |       |         |         |         |         |         |         |         |         |         |         |         |         |         |         |
| Фінал №1 - Гданськ | Фінал №2 - Тольятті | Фінал №3 - Горикан | Фінал №4 - Ряшів                  | місце | місце | місце | місце | місце | місце | місце | місце | місце | місце | місце | місце | місце | місце | пунктів | пунктів | пунктів | пунктів | пунктів | пунктів | пунктів | пунктів | пунктів | пунктів | пунктів | пунктів | пунктів | пунктів |
| 13                 | 9                   | 10                 | -                                 | 7     | 7     | 7     | 7     | 7     | 7     | 7     | 7     | 7     | 7     | 7     | 7     | 7     | 7     | 32      | 32      | 32      | 32      | 32      | 32      | 32      | 32      | 32      | 32      | 32      | 32      | 32      | 32      |
| Сезон 2014 року    |                     |                    |                                   |       |       |       |       |       |       |       |       |       |       |       |       |       |       |         |         |         |         |         |         |         |         |         |         |         |         |         |         |
| Фінал №1 - Гюстров | Фінал №2 - Тольятті | Фінал №3 - Холстед | Фінал №4 - Ченстохова             | місце | місце | місце | місце | місце | місце | місце | місце | місце | місце | місце | місце | місце | місце | пунктів | пунктів | пунктів | пунктів | пунктів | пунктів | пунктів | пунктів | пунктів | пунктів | пунктів | пунктів | пунктів | пунктів |
| 9                  | 4                   | 5                  | 9                                 | 9     | 9     | 9     | 9     | 9     | 9     | 9     | 9     | 9     | 9     | 9     | 9     | 9     | 9     | 27      | 27      | 27      | 27      | 27      | 27      | 27      | 27      | 27      | 27      | 27      | 27      | 27      | 27      |
| Сезон 2015 року    |                     |                    |                                   |       |       |       |       |       |       |       |       |       |       |       |       |       |       |         |         |         |         |         |         |         |         |         |         |         |         |         |         |
| Фінал №1 - Торунь  | Фінал №2 - Landshut | Фінал №3 - Кумла   | Фінал №4 - Острув Великопольський | місце | місце | місце | місце | місце | місце | місце | місце | місце | місце | місце | місце | місце | місце | пунктів | пунктів | пунктів | пунктів | пунктів | пунктів | пунктів | пунктів | пунктів | пунктів | пунктів | пунктів | пунктів | пунктів |
| 6                  | 12                  |                    |                                   | 4     | 4     | 4     | 4     | 4     | 4     | 4     | 4     | 4     | 4     | 4     | 4     | 4     | 4     | 18      | 18      | 18      | 18      | 18      | 18      | 18      | 18      | 18      | 18      | 18      | 18      | 18      | 18      |

### Індивідуальний юніорський чемпіонат світу
| Сезон | День      | Місцевість   | Місце | Пункти | Кола      | Клуб           | Переможець |
| ----- | --------- | ------------ | ----- | ------ | --------- | -------------- | ---------- |
| 1992  | 23 серпня | Пфаффеноффен | 5     | 10     | 1,2,1,3,3 | Полонія Бидгощ | Лей Адамс  |

### Індивідуальний Кубок Європи
| Сезон | День      | Місцевість  | Місце | Пункти | Кола      | Клуб           | Переможець |
| ----- | --------- | ----------- | ----- | ------ | --------- | -------------- | ---------- |
| 1993  | 19 травня | FIN Тампере |       | 13 + 3 | 2,2,3,3,3 | Полонія Бидгощ | -          |

### Чемпіонат світу Пар
| Сезон | День     | Місцевість | Місце | Пункти | Кола        | Клуб           | Переможець |
| ----- | -------- | ---------- | ----- | ------ | ----------- | -------------- | ---------- |
| 1993  | 1 серпня | Воєнс      | 5     | 15     | 3,2,2,2,3,3 | Полонія Бидгощ | Швеція     |

### Командний чемпіонат світу
| Сезон | День       | Місцевість   | Місце | Пункти | Кола          | Клуб           | Переможець |
| ----- | ---------- | ------------ | ----- | ------ | ------------- | -------------- | ---------- |
| 1994  | 18 вересня | Брокштедт    |       | 16     | 3,3,1,3,3,3   | Полонія Бидгощ | Швеція     |
| 1995  | 24 вересня | Бидгощ       | 6     | 12     | 1,2,3, а, 3.3 | Полонія Бидгощ | Данія      |
| 1996  | 15 вересня | Diedenbergen |       | 15     | 3,2,2,3,2,3   | Полонія Бидгощ | -          |
| 1997  | 13 вересня | Піла         |       | 13     | 2,2,2,2,2,3   | Полонія Бидгощ | Данія      |
| 1998  | 11 вересня | Воєнс        | 4     | 15     | 1,3,3,3,2,3   | Полонія Бидгощ | США        |

### Командний Кубок світу
| сезон | день      | місце                 | місце | точок | гоночний      | клуб                        | переможець |
| ----- | --------- | --------------------- | ----- | ----- | ------------- | --------------------------- | ---------- |
| 2001  | 7 липня   | Вроцлав               |       | 27    | 3,4,8!, 4,4,4 | Полонія Бидгощ              | Австралія  |
| 2002  | 10 серпня | Пітерборо             | 4     | 17    | 4,4,4,2,2! 1  | Полонія Бидгощ              | Австралія  |
| 2003  | 9 серпня  | Воєнс                 | 4     | 20    | 2,3,2,3,6! 4  | Полонія Бидгощ              | Швеція     |
| 2004  | 7 серпня  | Пул                   | 4     | 1     | 0, і, 0,0,1   | Унія Тарнів                 | Швеція     |
| 2005  | 6 серпня  | Вроцлав               |       | 14    | 3,3,2,3,3     | Унія Тарнів                 | -          |
| 2007  | 21 липня  | Лешно                 |       | 12    | 3,3,3,0,3     | Унія Тарнів                 | -          |
| 2008  | 19 липня  | DNK Воєнс             |       | 14    | 3,2,2,3,4!    | Сталь Гожув Велькопольський | Данія      |
| 2009  | 19 липня  | Лешно                 |       | 6     | 1,2,0,0,3     | Сталь Гожув Велькопольський | -          |
| 2010  | 31 липня  | Воєнс                 |       | 12    | в, 3,3,3,3    | Сталь Гожув Велькопольський | -          |
| 2011  | 21 липня  | Гожув Велькопольський |       | 17    | 1,3,6!, 3,1,3 | Сталь Гожув Велькопольський | -          |

### Клубний Кубок Європи
| сезон | день       | місце        | місце | точок | гоночний   | клуб           | переможець |
| ----- | ---------- | ------------ | ----- | ----- | ---------- | -------------- | ---------- |
| 1998  | 1 жовтня   | Бидгощ       |       | 14    | 3,2,3,3,3  | Полонія Бидгощ | -          |
| 1999  | 11 вересня | Diedenbergen |       | 15    | 3,3,3,3,3  | Полонія Бидгощ | -          |
| 2001  | 16 вересня | Даугавпілс   |       | 11    | в, 2,3,3,3 | Полонія Бидгощ | -          |
| 2006  | 3 вересня  | Тарнів       |       | 15    | 3,3,3,3,3  | Унія Тарнів    | -          |

## Чемпіонати Польщі

### Командні Чемпіонати Польщі
| Sezon | Клуб                        | Місце | Średnia biegowa | Ліга       | Переможець                   |
| ----- | --------------------------- | ----- | --------------- | ---------- | ---------------------------- |
| 1988  | Полонія Бидгощ              |       | 1,417           | I Ліга     | Унія Лешно                   |
| 1989  | Вибжеже Гданськ             | 9     | 2,127           | I Ліга     | Унія Лешно                   |
| 1990  | Полонія Бидгощ              |       | 2,420           | I Ліга     | Апатор Торунь                |
| 1991  | Полонія Бидгощ              | 5     | 2,268           | I Ліга     | Falubaz Zielona Góra         |
| 1992  | Полонія Бидгощ              |       | 2,630           | I Ліга     | –                            |
| 1993  | Полонія Бидгощ              |       | 2,713           | I Ліга     | Спарта Вроцлав               |
| 1994  | Полонія Бидгощ              | 8     | 2,604           | I Ліга     | Спарта Вроцлав               |
| 1995  | Полонія Бидгощ              |       | 2,684           | I Ліга     | Спарта Вроцлав               |
| 1996  | Полонія Бидгощ              | 6     | 2,614           | I Ліга     | Влукняж Ченстохова           |
| 1997  | Полонія Бидгощ              |       | 2,748           | I Ліга     | –                            |
| 1998  | Полонія Бидгощ              |       | 2,816           | I Ліга     | –                            |
| 1999  | Полонія Бидгощ              | 4     | 2,762           | I Ліга     | Polonia Piła                 |
| 2000  | Полонія Бидгощ              |       | 2,766           | Екстраліга | –                            |
| 2001  | Полонія Бидгощ              |       | 2,573           | Екстраліга | Апатор Торунь                |
| 2002  | Полонія Бидгощ              |       | 2,440           | Екстраліга | –                            |
| 2003  | Полонія Бидгощ              |       | 2,534           | Екстраліга | Влукняж Ченстохова           |
| 2004  | Унія Тарнів                 |       | 2,465           | Екстраліга | –                            |
| 2005  | Унія Тарнів                 |       | 2,440           | Екстраліга | –                            |
| 2006  | Унія Тарнів                 | 4     | 2,293           | Екстраліга | Спарта Вроцлав               |
| 2007  | Унія Тарнів                 | 6     | 2,310           | Екстраліга | Унія Лешно                   |
| 2008  | Сталь Гожув Великопольський | 6     | 2,390           | Екстраліга | Апатор Торунь                |
| 2009  | Сталь Гожув Великопольський | 6     | 2,254           | Екстраліга | Falubaz Zielona Góra         |
| 2010  | Сталь Гожув Великопольський | 6     | 2,657           | Екстраліга | Унія Лешно                   |
| 2011  | Сталь Гожув Великопольський |       | 2,417           | Екстраліга | Falubaz Zielona Góra         |
| 2012  | Сталь Гожув Великопольський |       | 1,814           | Екстраліга | Unia Tarnów                  |
| 2013  | Юнібакс Торунь              |       | 2,154           | Екстраліга | Stelmet Falubaz Zielona Góra |
| 2014  | Юнібакс Торунь              | 5     | 1,741           | Екстраліга | Сталь Гошув Велькопольський  |
| 2015  | GKM Грундзьонз              | 8     | 1,611           | Екстраліга | Унія Лешно                   |

### Командні чемпіонати Польщі - Регулярний Сезон Найвищого Ігрового Класу[16]
| Сезон | Клуб                              | Місце | Ліга               | Średnia/bg | Średnia/mc  | Пункти    | Бонуси | Разом     | Komplety         | Biegi  | Mecze |
| ----- | --------------------------------- | ----- | ------------------ | ---------- | ----------- | --------- | ------ | --------- | ---------------- | ------ | ----- |
| 1988  | Полонія Бидгощ                    |       | 1 ліга             | 1,417      | 2,200       | 11 (86)   | 6      | 17 (84)   | 0                | 12     | 5     |
| 1989  | Вибжеже Гданськ                   | 9     | 1 ліга             | 2,127 (13) | 10,769 (11) | 140 (22)  | 11     | 151 (23)  | 1 – (1 pł.)      | 71     | 13    |
| 1990  | Полонія Бидгощ                    |       | 1 ліга             | 2,421 (2)  | 12,643 (3)  | 177 (1)   | 7      | 184 (1)   | 4 – (3 pł.)      | 76     | 14    |
| 1991  | Полонія Бидгощ                    | 5     | 1 ліга             | 2,268 (7)  | 10,857 (7)  | 152 (3)   | 9      | 161 (3)   | 3 – (1 pł.)      | 71     | 14    |
| 1992  | Полонія Бидгощ                    |       | 1 ліга             | 2,625 (2)  | 12,806 (5)  | 230,5 (1) | 11     | 241,5 (1) | 6 (1) – (2 pł.)  | 92 (1) | 18    |
| 1993  | Полонія-Ютшенка Бидгощ            |       | 1 ліга             | 2,713 (3)  | 13,722 (3)  | 247 (1)   | 8      | 255 (1)   | 9 (1) – (1 pł.)  | 94     | 18    |
| 1994  | Полонія-Ютшенка Бидгощ            | 8     | 1 ліга             | 2,577 (1)  | 13,167 (2)  | 237 (1)   | 13     | 250 (1)   | 4 (1) – (4 pł.)  | 97 (1) | 18    |
| 1995  | Полонія-Ютшенка Бидгощ            |       | 1 ліга             | 2,684 (2)  | 13,667 (2)  | 246 (1)   | 9      | 255 (1)   | 11 (1) – (6 pł.) | 95 (1) | 18    |
| 1996  | Полонія-Ютшенка Бидгощ            | 6     | 1 ліга             | 2,714 (2)  | 14,444 (1)  | 260 (1)   | 6      | 266 (1)   | 6 – (2 pł.)      | 98     | 18    |
| 1997  | Ютшенка-Полонія Бидгощ            |       | 1 ліга             | 2,726 (1)  | 13,500 (2)  | 243 (1)   | 16     | 259 (1)   | 10 (1) – (7 pł.) | 95     | 18    |
| 1998  | Ютшенка-Полонія Бидгощ            |       | 1 ліга             | 2,796 (1)  | 14,000 (1)  | 252 (1)   | 8      | 260 (1)   | 9 (1) – (4 pł.)  | 93     | 18    |
| 1999  | Ютшенка-Полонія Бидгощ            | 4     | 1 ліга             | 2,747 (1)  | 14,167 (1)  | 255 (1)   | 6      | 261 (1)   | 8 (1) – (1 pł.)  | 95     | 18    |
| 2000  | Полонія Бидгощ                    |       | Екстраліга спідвею | 2,833 (1)  | 14,286 (1)  | 200 (1)   | 4      | 204 (1)   | 8 (1) – (2 pł.)  | 72     | 14    |
| 2001  | Брацтво-Полонія Бидгощ            |       | Екстраліга спідвею | 2,606 (1)  | 12,857 (2)  | 180 (1)   | 5      | 185 (1)   | 2 (1)            | 71     | 14    |
| 2002  | Поінт С-Полонія Бидгощ            |       | Екстраліга спідвею | 2,391 (4)  | 10,857 (6)  | 152 (4)   | 13     | 165 (4)   | 3 – (2 pł.)      | 69     | 14    |
| 2003  | Плусз-Полонія Бидгощ              |       | Екстраліга спідвею | 2,529 (1)  | 12,143 (2)  | 170 (1)   | 7      | 177 (1)   | 3 (1) – (1 pł.)  | 70     | 14    |
| 2004  | Унія Тарнів                       |       | Екстраліга спідвею | 2,485 (4)  | 11,692 (6)  | 152 (7)   | 12     | 164 (7)   | 1 – (1 pł.)      | 66     | 13    |
| 2005  | Унія Тарнів                       |       | Екстраліга спідвею | 2,431 (2)  | 11,929 (5)  | 167 (4)   | 8      | 175 (2)   | 3(1) – (3 pł.)   | 72     | 14    |
| 2006  | Унія Тарнів                       | 4     | Екстраліга спідвею | 2,284 (6)  | 10,286 (8)  | 144 (7)   | 9      | 153 (7)   | 2 – (1 pł.)      | 67     | 14    |
| 2007  | Унія Тарнів                       | 6     | Екстраліга спідвею | 2,342 (3)  | 11,714 (3)  | 164 (3)   | 7      | 171 (3)   | 1 – (1 pł.)      | 73     | 14    |
| 2008  | Цалум-Сталь Гошув Велькопольський | 6     | Екстраліга спідвею | 2,432 (4)  | 12,143 (4)  | 170 (3)   | 10     | 180 (3)   | 1                | 74     | 14    |
| 2009  | Цалум-Сталь Гошув Велькопольський | 6     | Екстраліга спідвею | 2,254 (4)  | 10,643 (6)  | 149 (5)   | 11     | 160 (5)   | 0                | 71     | 14    |
| 2010  | Цалум-Сталь Гошув Велькопольський | 6     | Екстраліга спідвею | 2,671 (1)  | 12,929 (1)  | 181 (1)   | 6      | 187 (1)   | 5 (1) – (2 pł.)  | 70     | 14    |
| 2011  | Цалум-Сталь Гошув Велькопольський |       | Екстраліга спідвею | 2,453 (2)  | 12,714 (3)  | 178 (3)   | 6      | 184 (3)   | 1 – (1 pł.)      | 75     | 14    |
| 2012  | Сталь Гошув Велькопольський       |       | Екстраліга спідвею | 1,904 (23) | 8,000 (28)  | 144 (24)  | 14     | 158 (23)  | 0                | 83     | 18    |
| 2013  | Юнібакс Торунь                    |       | Екстраліга спідвею | 2,120 (12) | 11,111 (6)  | 200 (4)   | 12     | 212 (4)   | 0                | 100    | 18    |
| 2014  | Юнібакс Торунь                    | 5     | Екстраліга спідвею | 1,741 (28) | 6,571 (31)  | 92 (24)   | 9      | 101 (26)  | 0                | 58     | 14    |

В дужках місце в певній категорії (якщо припустити, що гравець об'їхав мінімум 50% зустрічей в даному сезоні)
Підсумок
| Сезони | Medium / Б.Г. | Medium / тс | PTS        | бонуси | разом      | набори              | гоночний    | сірники |
| ------ | ------------- | ----------- | ---------- | ------ | ---------- | ------------------- | ----------- | ------- |
| 27 (1) | 2,469         | 12023       | 4893,5 (1) | 243    | 5136,5 (1) | 101 (1) - (47 секс) | 2080 р. (1) | 407 (1) |

В дужках місце у відповідній категорії, враховуючи всіх гравців, які коли-небудь змагалися у вищому дивізіоні у регулярному сезоні у Польщі.

### Індивідуальний чемпіонат Польщі
| Сезон | День       | Місцевість  | Місце | Пункти | Коло      | Клуб                        | Переможець       |
| ----- | ---------- | ----------- | ----- | ------ | --------- | --------------------------- | ---------------- |
| 1989  | 15 жовтня  | Лешно       |       | 12+2   | 1,2,3,3,3 | Узбережжя Гданськ           | Войцех Залуський |
| 1990  | 15 серпня  | Люблін      |       | 12     | 2,3,2,2,3 | Полонія Бидгощ              | Зенон Каспшак    |
| 1991  | 15 серпня  | Торунь      | 4     | 9      | 3,w,3,1,2 | Полонія Бидгощ              | Славомір Драблік |
| 1992  | 6 вересня  | Зелена Гура |       | 14     | 3,3,2,3,3 | Полонія Бидгощ              | –                |
| 1993  | 19 вересня | Бидгощ      |       | 15     | 3,3,3,3,3 | Полонія Бидгощ              | –                |
| 1994  | 8 жовтня   | Вроцлав     |       | 14     | 3,3,2,3,3 | Полонія Бидгощ              | –                |
| 1995  | 16 липня   | Вроцлав     |       | 14+3   | 3,3,2,3,3 | Полонія Бидгощ              | –                |
| 1996  | 15 серпня  | Варшава     | 4     | 11     | 3,2,u,3,3 | Полонія Бидгощ              | Славомір Драблік |
| 1997  | 15 серпня  | Ченстохова  |       | 11     | 3,u,3,2,3 | Полонія Бидгощ              | Яцек Кшижаняк    |
| 1998  | 15 серпня  | Бидгощ      |       | 13     | 3,2,2,3,3 | Полонія Бидгощ              | Яцек Голлоб      |
| 1999  | 20 серпня  | Бидгощ      |       | 14+w   | 3,3,3,2,3 | Полонія Бидгощ              | Пйотр Протасевич |
| 2001  | 15 серпня  | Бидгощ      |       | 14     | 3,2,3,3,3 | Полонія Бидгощ              | –                |
| 2002  | 15 серпня  | Торунь      |       | 11     | 2,3,3,3   | Полонія Бидгощ              | –                |
| 2003  | 15 серпня  | Бидгощ      |       | 14     | 3,3,2,3,3 | Полонія Бидгощ              | Рун Холта        |
| 2004  | 15 серпня  | Ченстохова  | 6     | 9      | d,2,3,3,1 | Унія Тарнів                 | Гжегож Валасек   |
| 2005  | 15 серпня  | Тарнів      |       | 14     | 3,3,3,2,3 | Унія Тарнів                 | Януш Колодзєй    |
| 2006  | 15 серпня  | Тарнів      |       | 13     | 3,2,3,2,3 | Унія Тарнів                 | –                |
| 2007  | 15 серпня  | Вроцлав     |       | 11+3   | 2,1,2,3,3 | Унія Тарнів                 | Рун Холта        |
| 2008  | 9 серпня   | Лешно       | 4     | 11     | 3,2,1,3,2 | Сталь Гожув Великопольський | Адам Скоміцький  |
| 2009  | 25 липня   | Торунь      |       | 13     | 3,1,3,3,3 | Сталь Гожув Великопольський | –                |

### Індивідуальний чемпіонат Польщі серед юніорів
| Сезон                            | День       | Місцевість  | Місце | Пункти | Кола      | Клуб              | Переможець  |
| -------------------------------- | ---------- | ----------- | ----- | ------ | --------- | ----------------- | ----------- |
| 1989                             | 12 вересня | Зелена Гура |       | 12     | 2,3,3,1,3 | Узбережжя Гданськ | Пйотр Свіст |
| 1990                             | 30 серпня  | Бидгощ      |       | 15     | 3,3,3,3,3 | Полонія Бидгощ    | -           |
| тисячу дев'ятсот дев'яносто один | 5 вересня  | Торунь      |       | 15     | 3,3,3,3,3 | Полонія Бидгощ    | -           |
| 1992                             | 30 серпня  | Тарнів      |       | 15     | 3,3,3,3,3 | Полонія Бидгощ    | -           |

### Чемпіонат Клубних пар Польщі
| Сезон | День       | Місцевість            | Місце | Пункти | Кола        | Клуб           | Переможець                  |
| ----- | ---------- | --------------------- | ----- | ------ | ----------- | -------------- | --------------------------- |
| 1990  | 13 вересня | Ряшів                 |       | 12     | 1,2,3,3,3   | Полонія Бидгощ | –                           |
| 1991  | 1 травня   | Бидгощ                |       | 12     | 3,3,3,2,1   | Полонія Бидгощ | –                           |
| 1992  | 19 травня  | Ґожув-Велькопольський |       | 14     | 2,3,2,2,2,3 | Полонія Бидгощ | Сталь Гошув Велькопольський |
| 1993  | 1 травня   | Грудзьондз            |       | 16     | 3,2,3,3,3,2 | Полонія Бидгощ | –                           |
| 1994  | 31 липня   | Лешно                 |       | 15     | 3,1,2,3,3,3 | Полонія Бидгощ | –                           |
| 1995  | 6 вересня  | Ченстохова            |       | 15     | 2,3,2,3,3,2 | Полонія Бидгощ | –                           |
| 1996  | 23 травня  | Гнезно                |       | 11     | 2,1,3,2,1,2 | Полонія Бидгощ | –                           |
| 1997  | 20 червня  | Бидгощ                |       | 12     | 2,2,-,3,3,2 | Полонія Бидгощ | –                           |
| 1998  | 11 липня   | Ґожув-Велькопольський |       | 14     | 2,2,3,2,2,3 | Полонія Бидгощ | Сталь Гошув Велькопольський |
| 1999  | 18 червня  | Лешно                 |       | 16     | 3,3,2,2,3,3 | Полонія Бидгощ | –                           |
| 2000  | 8 вересня  | Вроцлав               |       | 18     | 3,3,3,3,3,3 | Полонія Бидгощ | –                           |
| 2001  | 22 червня  | Піла                  |       | 14     | 2,2,3,2,2,3 | Полонія Бидгощ | Спарта Вроцлав              |
| 2002  | 28 червня  | Вроцлав               |       | 9      | 0,1,2,2,2,2 | Полонія Бидгощ | –                           |
| 2003  | 1 серпня   | Лешно                 | 4     | 12     | w,3,2,3,2,2 | Полонія Бидгощ | Унія Лешно                  |
| 2004  | 30 липня   | Торунь                |       | 12     | 0,3,3,-,3,3 | Унія Тарнів    | Апатор Торунь               |
| 2007  | 3 серпня   | Ченстохова            |       | 18     | 3,3,3,3,3,3 | Унія Тарнів    | –                           |

### Чемпіонати Польського молодіжного клубу
| Сезон | День      | Місцевість            | Місце | Пункти | Кола       | Клуб              | Переможець    |
| ----- | --------- | --------------------- | ----- | ------ | ---------- | ----------------- | ------------- |
| 1989  | 30 травня | Гданськ               |       | 10     | 2,2,1,2,3  | Узбережжя Гданськ | -             |
| 1991  | 1 серпня  | Ґожув-Велькопольський | 4     | 11     | -, 3,3,2,3 | Полонія Бидгощ    | Апатор Торунь |

### Чемпіонат Польщі серед юніорів
| Сезон | День       | Місцевість | Місце | Пункти | Кола       | Клуб           | Переможець          |
| ----- | ---------- | ---------- | ----- | ------ | ---------- | -------------- | ------------------- |
| 1988  | 24 вересня | Бидгощ     |       | 10     | 2,3,3,2    | Полонія Бидгощ | Фалубаз Зелена Гура |
| 1992  | 24 вересня | Бидгощ     |       | 12     | 3.3 В, 3.3 | Полонія Бидгощ | Апатор Торунь       |

## Турніри

### Золотий шолом
| Сезон | День       | Місцевість | Місце | Пункти | Кола          | Клуб           | Переможець    |
| ----- | ---------- | ---------- | ----- | ------ | ------------- | -------------- | ------------- |
| 1992  | 15 жовтня  | Вроцлав    |       | 15     | 3,3,3,3,3     | Полонія Бидгощ | -             |
| 1994  | 4 серпня   | Вроцлав    |       | 15     | 3,3,3,3,3     | Полонія Бидгощ | -             |
| 1995  | 25 серпня  | Вроцлав    |       | 15     | 3,3,3,3,3     | Полонія Бидгощ | -             |
| 1996  | 27 вересня | Вроцлав    |       | 14 + 2 | 2,3,3,3,3     | Полонія Бидгощ | Яцек Голлоб   |
| 1997  | 3 жовтня   | Вроцлав    |       | 13     | 2,3,2,3,3     | Полонія Бидгощ | -             |
| 1999  | 18 вересня | Вроцлав    | 15    | 0      | і, -, -, -, - | Полонія Бидгощ | Яцек Кшижаняк |
| 2000  | 29 вересня | Вроцлав    |       | 14     | 3,3,3,3,2     | Полонія Бидгощ | -             |
| 2002  | 12 жовтня  | Вроцлав    |       | 14     | 3,3,3,3,2     | Полонія Бидгощ | -             |
| 2006  | 8 червня   | Ченстохова |       | 15     | 3,3,3,3,3     | Унія Тарнів    | -             |

### Срібний шолом
| Сезон | День       | Місцевість             | Місце | Пункти | Кола        | Клуб              | Переможець   |
| ----- | ---------- | ---------------------- | ----- | ------ | ----------- | ----------------- | ------------ |
| 1989  | 19 вересня | 1 фінал: Ченстохова    |       | 12     | 3,3,3,3, д  | Узбережжя Гданськ | Пйотр Свіст  |
| 1989  | 20 вересня | Фінал 2: Рибник        |       | 11     | 2.3, д, 3,3 | Узбережжя Гданськ | Пйотр Свіст  |
| 1989  | -          | разом                  |       | 23     | 12 + 11     | Узбережжя Гданськ | Пйотр Свіст  |
| 1990  | 19 вересня | Зелена Гура            |       | 15     | 3,3,3,3,3   | Полонія Бидгощ    | -            |
| 1991  | 17 вересня | 1 фінал: Свентохловиці | 4     | 10     | 3,2,3, а, 2 | Полонія Бидгощ    | Яцек Ремпала |
| 1991  | 18 вересня | Фінал 2: Ополе         | нс    | -      | -           | Полонія Бидгощ    | Пйотр Палух  |
| 1991  | -          | разом                  | 12    | 10     | 10 + нс     | Полонія Бидгощ    | Яцек Ремпала |
| 1992  | 15 вересня | Грудзьондз             |       | 13     | 3,3,2,3,2   | Полонія Бидгощ    | -            |

### Коричневий шолом
| Сезон | День       | Місцевість                        | Місце | Пункти | Кола       | Клуб              | Переможець          |
| ----- | ---------- | --------------------------------- | ----- | ------ | ---------- | ----------------- | ------------------- |
| 1988  | 20 вересня | 1 фінал: Торунь                   | 15    | 3      | в, 1,0,0,2 | Полонія Бидгощ    | Ярослав Ольшєвський |
| 1988  | 21 вересня | 2 фінал: Грудзядзь                | 9     | 7      | 1,2,2,2,0  | Полонія Бидгощ    | Ярослав Ольшєвський |
| 1988  | -          | разом                             | 12    | 10     | 3 + 7      | Полонія Бидгощ    | Ярослав Ольшєвський |
| 1989  | 12 серпня  | 1 фінал: Гнєзно                   |       | 12     | 3,3,3,3 в  | Узбережжя Гданськ | Януш Сьльончка      |
| 1989  | 13 серпня  | 2-й фінал: Острув-Велькопольський |       | 12 + 2 | 2,3,3,1,3  | Узбережжя Гданськ | Яцек Ремпала        |
| 1989  | -          | разом                             |       | 24     | 12 + 12    | Узбережжя Гданськ | Яцек Ремпала        |

### Пам'яті ім. Едварда Янцажа
| Сезон | День      | Місцевість            | Місце | Пункти | Кола      | Клуб                        | Переможець        |
| ----- | --------- | --------------------- | ----- | ------ | --------- | --------------------------- | ----------------- |
| 1996  | 12 травня | Гожув Велькопольський | 6     | 10     | 3,2,2,3,0 | Полонія Бидгощ              | AUS Лей Адамс     |
| 1998  | 16 травня | Гожув Велькопольський |       | 14 + 3 | 3,2,3,3,3 | Полонія Бидгощ              | -                 |
| 1999  | 19 червня | Гожув Велькопольський |       | 13 + 3 | 3,3,3,3,1 | Полонія Бидгощ              | -                 |
| 2008  | 21 червня | Гожув Велькопольський | 4     | 11 + 0 | 2,3,1,3,2 | Сталь Гожув Велькопольський | AUS Джейсон Крамп |

### Пам'яті Альфреда Смочика
| Сезон | День      | Місцевість | Місце | Пункти | Кола        | Клуб           | Переможець       |
| ----- | --------- | ---------- | ----- | ------ | ----------- | -------------- | ---------------- |
| 1990  | 1 вересня | Лешно      |       | 12 + 3 | 1,3,3,2,3   | Полонія Бидгощ | Зенон Каспшак    |
| 1991  | 16 червня | Лешно      | 8     | 7      | 1,2,2, д, 2 | Полонія Бидгощ | Пйотр Свіст      |
| 1994  | 1 жовтня  | Лешно      |       | 12     | 2,3,1,3,3   | Полонія Бидгощ | Рафал Добруцький |
| 1995  | 15 липня  | Лешно      |       | 13 + 3 | 3,3,3,1,3   | Полонія Бидгощ | -                |
| 1996  | 15 липня  | Лешно      |       | 15     | 3,3,3,3,3   | Полонія Бидгощ | -                |
| 1998  | 2 серпня  | Лешно      |       | 15     | 3,3,3,3,3   | Полонія Бидгощ | -                |
| 1999  | 11 липня  | Лешно      |       | 14 + D | 2,3,3,3,3   | Полонія Бидгощ | Роман Янковський |
| 2000  | 9 жовтня  | Лешно      | 7     | 8      | 3,2,2,0,1   | Полонія Бидгощ | AUS Лей Адамс    |

### Пам'яті ім. Яна Цішевського
| Сезон | День      | Місцевість | Місце | Пункти | Кола       | Клуб           | Переможець          |
| ----- | --------- | ---------- | ----- | ------ | ---------- | -------------- | ------------------- |
| 1997  | 23 серпня | Хожув      | 7     | 8      | д, 1,3,2,2 | Полонія Бидгощ | DNK Томмі Кнудсен   |
| 1999  | 22 травня | Рибник     | 4     | 9 + 4  | 2,3,0,2,2  | Полонія Бидгощ | SWE Тоні Рікардссон |
| 2000  | 27 травня | Рибник     |       | 11 + 9 | 2, д 3,3,3 | Полонія Бидгощ | -                   |
| 2001  | 2 червня  | Рибник     |       | 13 + 9 | 3,3,2,2,3  | Полонія Бидгощ | -                   |
| 2002  | 18 травня | Рибник     | 10    | 7      | 2,1,1,2,1  | Полонія Бидгощ | SWE Мікаел Макс     |
| 2004  | 22 травня | Рибник     |       | 15 + 3 | 3,3,3,3,3  | Унія Тарнів    | AUS Лей Адамс       |

### Пам'яті ім. Євгенія Назімка
| Сезон | День      | Місцевість | Місце | Пункти | Кола        | Клуб           | Переможець     |
| ----- | --------- | ---------- | ----- | ------ | ----------- | -------------- | -------------- |
| 1990  | 5 серпня  | Ряшів      |       | 11     | 3,3,2, д, 3 | Полонія Бидгощ | Ян Кшистіняк   |
| 2005  | 3 вересня | Ряшів      |       | 12     | 3,3,3,2,1   | Унія Тарнів    | Гжегож Валасек |

### Пам'яті ім. Маріана Росе
| Сезон | День     | Місцевість | Місце | Пункти | Кола        | Клуб           | Переможець  |
| ----- | -------- | ---------- | ----- | ------ | ----------- | -------------- | ----------- |
| 1991  | 13 липня | Торунь     | 11    | 6      | 2,1,2, д, 1 | Полонія Бидгощ | Пйотр Свіст |

### Критерій Асів польських спідвейних ліг ім. Мечислава Полукарда
| Сезон | День       | Місцевість | Місце | Пункти | Кола      | Клуб                        | Переможець                  |
| ----- | ---------- | ---------- | ----- | ------ | --------- | --------------------------- | --------------------------- |
| 1990  | 25 marca   | Бидгощ     |       | 15     | 3,3,3,3,3 | Полонія Бидгощ              | –                           |
| 1991  | 24 marca   | Бидгощ     |       | 13     | 3,1,3,3,3 | Полонія Бидгощ              | –                           |
| 1992  | 22 marca   | Бидгощ     |       | 15     | 3,3,3,3,3 | Полонія Бидгощ              | –                           |
| 1993  | 21 marca   | Бидгощ     |       | 14     | 3,3,2,3,3 | Полонія Бидгощ              | –                           |
| 1994  | 27 marca   | Бидгощ     |       | 15     | 3,3,3,3,3 | Полонія Бидгощ              | –                           |
| 1995  | 26 marca   | Бидгощ     |       | 15     | 3,3,3,3,3 | Полонія Бидгощ              | –                           |
| 1996  | 4 kwietnia | Бидгощ     |       | 15     | 3,3,3,3,3 | Полонія Бидгощ              | –                           |
| 1997  | 23 marca   | Бидгощ     |       | 15     | 3,3,3,3,3 | Полонія Бидгощ              | –                           |
| 1998  | 29 marca   | Бидгощ     |       | 14     | 2,3,3,3,3 | Полонія Бидгощ              | –                           |
| 1999  | 28 marca   | Бидгощ     |       | 12+3   | 2,3,1,3,3 | Полонія Бидгощ              | Роман Янковський            |
| 2000  | 26 marca   | Бидгощ     |       | 15     | 3,3,3,3,3 | Полонія Бидгощ              | –                           |
| 2001  | 31 marca   | Бидгощ     |       | 15     | 3,3,3,3,3 | Полонія Бидгощ              | –                           |
| 2002  | 26 marca   | Бидгощ     |       | 15     | 3,3,3,3,3 | Полонія Бидгощ              | –                           |
| 2003  | 28 marca   | Бидгощ     |       | 15     | 3,3,3,3,3 | Полонія Бидгощ              | –                           |
| 2008  | 26 marca   | Бидгощ     |       | 14     | 2,3,3,3,3 | Сталь Гожув Великопольський | –                           |
| 2011  | 27 marca   | Бидгощ     |       | 11     | 1,3,3,2,2 | Сталь Гожув Великопольський | Еміль Дамірович Сайфутдинов |

### Турнір за Гербовий Ланцюг міста Острув-Велькопольський
| Сезон | День      | Місцевість             | Місце | Пункти | Кола      | Клуб              | Переможець       |
| ----- | --------- | ---------------------- | ----- | ------ | --------- | ----------------- | ---------------- |
| 1989  | 29 жовтня | Острув Велькопольський |       | 12 + 3 | 3,2,3,2,2 | Узбережжя Гданськ | Войцех Залуський |
| 1990  | 28 жовтня | Острув Велькопольський |       | 13 + 3 | 3,3,1,3,3 | Полонія Бидгощ    | -                |

### Турнір за Корону Болеслава Хороброго - першого короля Польщі
| Сезон | День      | Місцевість | Місце | Пункти | Кола       | Клуб                        | Переможець            |
| ----- | --------- | ---------- | ----- | ------ | ---------- | --------------------------- | --------------------- |
| 2009  | 23 травня | Гнєзно     | 15    | 4      | 1,0,2,1, д | Сталь Гожув Великопольський | USA Грег Хенкок       |
| 2010  | 29 травня | Гнєзно     |       | 14 + 3 | 3,3,3,2,3  | Сталь Гожув Великопольський | -                     |
| 2011  | 6 червня  | Гнєзно     |       | 13 + 2 | 3,2,3,3,2  | Сталь Гожув Великопольський | RUS Еміль Сайфутдінов |

### Зоряний турнір
| Сезон | День      | Місцевість | Місце | Пункти | Коло      | Клуб           | Переможець         |
| ----- | --------- | ---------- | ----- | ------ | --------- | -------------- | ------------------ |
| 1993  | 18 грудня | Піла       |       | 15 + 5 | 3,3,3,3,3 | Полонія Бидгощ | -                  |
| 1994  | 17 грудня | Піла       |       | 14     | 3,3,3,3,2 | Полонія Бидгощ | -                  |
| 1995  | 10 грудня | Піла       |       | 14     | 3,2,3,3,3 | Полонія Бидгощ | -                  |
| 1996  | 14 грудня | Піла       | 8     | 7 + 2  | 0,3,0,2,2 | Полонія Бидгощ | SWE Джиммі Нільсен |
| 1997  | 6 грудня  | Піла       |       | 12 + 3 | 2,1,3,3,3 | Полонія Бидгощ | -                  |
| 1998  | 6 грудня  | Піла       |       | 12 + 1 | 3,3,2,1,3 | Полонія Бидгощ | Пйотр Свіст        |

## Масова культура

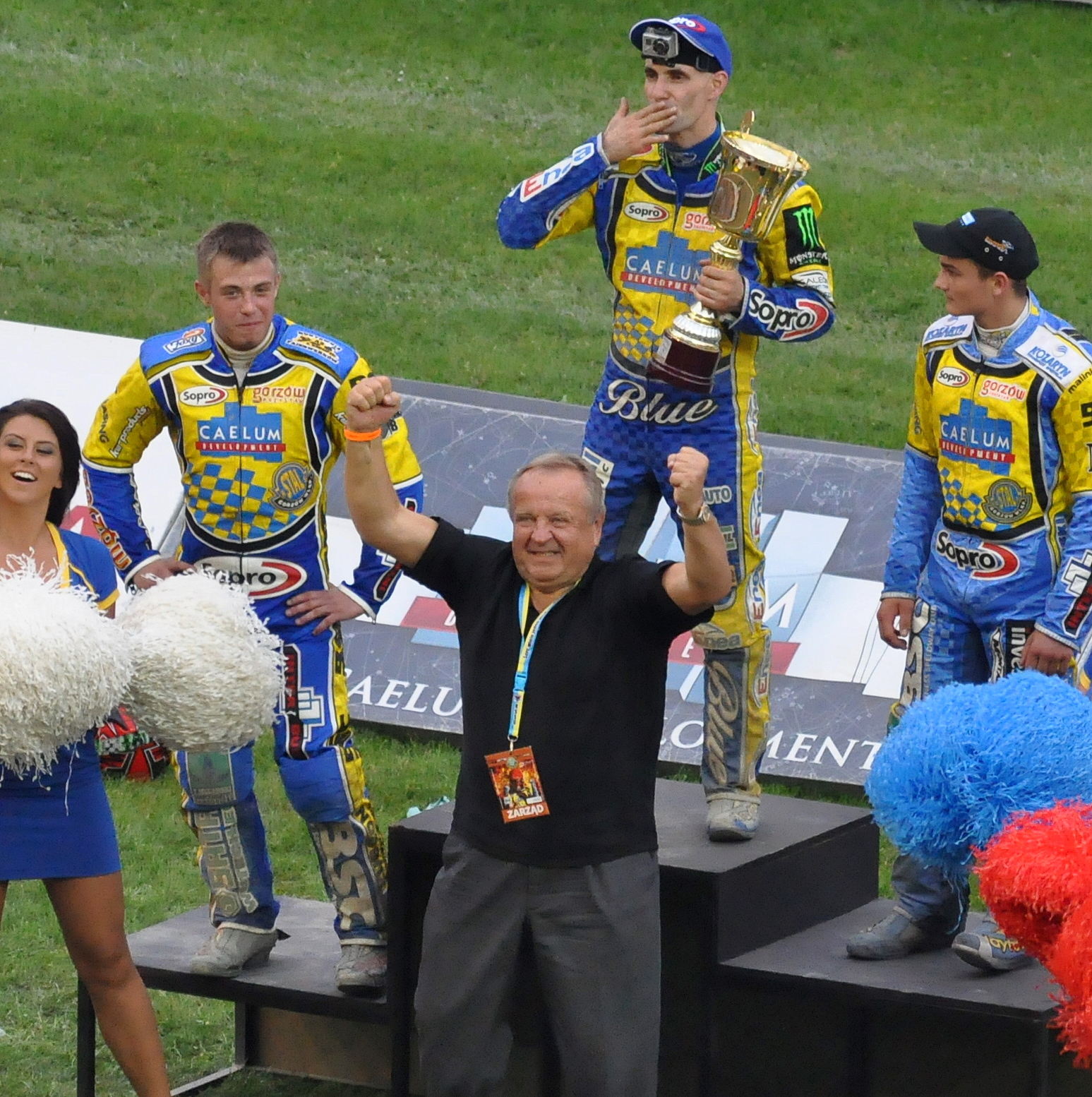
Під час запису музичного відео музичної групи My Riot

- Виконавча роль у музичному відео на пісню "Сам проти всіх" музичної групи My Riot, реж. миколая Гурецького (2011)[17].

## Замовлення та відзнаки
- Командський хрест ордена Polonia Restituta (2010)
- Офіцерський хрест ордена Polonia Restituta (2007)
- Лицарський хрест ордена Polonia Restituta (2000)
- Почесна медаль за заслуги Куявсько-Поморському воєводству (2018)[18]